# Mykoła Liwycki
Mykoła Andrijowycz Liwycki (ukr. Микола Андрійович Лівицький, ur. 9 czerwca?/22 czerwca 1907 w Żmerynce, zm. 8 grudnia 1989 w Filadelfii) – ukraiński polityk, działacz społeczny, dziennikarz, prezydent Ukraińskiej Republiki Ludowej na emigracji w latach 1967–1989.
Pochowany na cmentarzu Bound Brook w New Jersey, USA. Syn Andrija Liwyckiego.
Mykoła Liwycki otrzymał imię po dziadku.